# Abebe Aregai
Ras Abebe Aregai (Ge'ez: ራስ አበበ አረጋይ) est un résistant et homme politique éthiopien originaire de Garru dans le nord de Choa. 

## Biographie
Abebe Aregai est né le 18 août 1903, son père était Aregay Becherae et sa mère était Askale Gobena, son grand-père Ras Gobena Dachi était un célèbre général du Negusse Negest Menelik II. En 1930, il rejoint la garde municipale d'Addis-Abeba et est nommé commandant de la police du quartier Arada. Avant l’invasion italienne en 1935, Abebe Aregai avait reçu le titre de Balambras,. 
Lors de l'invasion, il est chargé de la sécurité de la capitale. Après l'entrée des Italiens en mai 1936, il organise une résistance armée dans le nord du Choa et prend part à l'offensive de juillet 1936 visant à reprendre la capitale,,. Il devient le principal dirigeant local à partir de 1939. Pendant la résistance, il travaillera en liaison avec l’un des trois fils de Lij Yassou: Tashaï Yassou qui donnera plus tard à Abebe le titre de Ras. Cependant, lorsqu’il communiquait par lettre avec l’Empereur Hailé Sélassié Ier en exil, Abebe signait ses lettres « Ras Abebe » alors que l'Empereur continuait de s’adresser à lui en utilisant le titre de Balambras. Abebe Aregai était devenu le maître d’une technique bien particulière pendant la résistance, il s’agissait d’entamer des négociations avec les occupants en leur faisant croire qu’ils étaient prêts à se rendre ; en réalité, le but était de gagner du temps. Une fois que les troupes d’Abebe Aregai s’étaient remises des pertes qu’elles avaient subies, il rompait les négociations en invoquant des assassinats de Patriotes par les Italiens dans d’autres zones. À partir de 1941, il entame une carrière politique, il est d’abord Maire d'Addis-Abeba et devient la même année gouverneur du Sidamo; il occupera ces deux postes jusqu’en 1942.Il fait ensuite son entrée au gouvernement et occupera successivement les postes de Ministre de la Guerre (1942-1943), Ministre de l'Intérieur (1949-1955) et Ministre de la Défense (1955-1960). Enfin, il devient Président du Conseil des Ministres en 1957. Abebe Aregai fut ainsi l’un des seuls dirigeants des Arbegnoch (Patriotes) à occuper des postes ministériels importants.  Durant cette carrière politique il aura notamment à faire à la révolte des Weyané dans le Tigré, la province sera pacifiée avec l’appui militaire des Britanniques. Abebe Aregai restera gouverneur de la province jusqu’en 1947, il est remplacé par le ras Seyoum.
Ras Abebe Aregai est abattu le 17 décembre 1960, il était un des otages de la tentative de coup d'État.